# Jinggangshan (Stadt)

Lage von Jinggangshan (rot) im Verwaltungsgebiet von Ji’an (gelb) in Jiangxi

Die Stadt Jinggangshan (井冈山市; Pinyin: Jǐnggāngshān Shì) ist eine kreisfreie Stadt der bezirksfreien Stadt Ji’an (吉安市) in der chinesischen Provinz Jiangxi. Sie hat eine Fläche von 1.288 km² und zählt 152.310 Einwohner (Stand: Zensus 2010).